# Gran Premio de Austria de Motociclismo de 1984
El Gran Premio de Austria de Motociclismo de 1984 fue la cuarta prueba de la temporada 1984 del Campeonato Mundial de Motociclismo. El Gran Premio se disputó el 20 de mayo de 1984 en el circuito de Salzburgring.

## Resultados 500cc
En la categoría reina, se impuso por tercera vez el estadounidense Eddie Lawson con su Yamaha que entró por delante de sus compatriotas Freddie Spencer y Randy Mamola. En este punto de la temporada, Lawson lidera la clasificación general con veinte puntos de ventaja sobre Raymond Roche y treinta sobre Spencer.
| Pos.     | Piloto              | Equipo     | Tiempo    | Pts. |
| -------- | ------------------- | ---------- | --------- | ---- |
| 1        | Eddie Lawson        | Yamaha     | 41.23.54  | 15   |
| 2        | Freddie Spencer     | Honda      | 41.46.19  | 12   |
| 3        | Randy Mamola        | Honda      | 41.47.53  | 10   |
| 4        | Ron Haslam          | Honda      | 41.49.03  | 8    |
| 5        | Robert McElnea      | Suzuki     | 42.03.29  | 6    |
| 6        | Raymond Roche       | Honda      | 42.05.06  | 5    |
| 7        | Reinhold Roth       | Honda      | 42.05.51  | 4    |
| 8        | Boet van Dulmen     | Suzuki     | 42.37.78  | 3    |
| 9        | Sergio Pellandini   | Suzuki     | 42.37.96  | 2    |
| 10       | Barry Sheene        | Suzuki     | 1 Vuelta  | 1    |
| 11       | Franco Uncini       | Suzuki     | 1 Vuelta  |      |
| 12       | Fabio Biliotti      | Honda      | 1 Vuelta  |      |
| 13       | Keith Huewen        | Honda      | 1 Vuelta  |      |
| 14       | Virginio Ferrari    | Yamaha     | 1 Vuelta  |      |
| 15       | Klaus Klein         | Suzuki     | 1 Vuelta  |      |
| 16       | Massimo Broccoli    | Honda      | 1 Vuelta  |      |
| 17       | Rob Punt            | Suzuki     | 1 Vuelta  |      |
| 18       | Paolo Ferretti      | Suzuki     | 1 Vuelta  |      |
| 19       | Marco Papa          | Honda      | 1 Vuelta  |      |
| 20       | Chris Guy           | Suzuki     | 1 Vuelta  |      |
| 21       | Lorenzo Ghiselli    | Suzuki     | 1 Vuelta  |      |
| 22       | Louis-Luc Maisto    | Honda      | 2 Vueltas |      |
| 23       | Manfred Fischer     | Juchem     | 2 Vueltas |      |
| Ret      | Marco Lucchinelli   | Cagiva     | Ret       |      |
| Ret      | Franck Gross        | Honda      | Ret       |      |
| Ret      | Peter Sjöström      | Suzuki     | Ret       |      |
| Ret      | Leandro Becheroni   | Suzuki     | Ret       |      |
| Ret      | Josef Ragginger     | Suzuki     | Ret       |      |
| Ret      | Karl Truchsess      | Suzuki     | Ret       |      |
| Ret      | Herbert Zwickl      | Yamaha     | Ret       |      |
| Ret      | Didier de Radiguès  | Honda      | Ret       |      |
| Ret      | Brett Hudson        | Suzuki     | Ret       |      |
| Ret      | Wolfgang von Muralt | Suzuki     | Ret       |      |
| Ret      | Attilio Riondato    | Suzuki     | Ret       |      |
| Ret      | Peter Sköld         | Suzuki     | Ret       |      |
| Ret      | Christian Le Liard  | Chevallier | Ret       |      |
| DNS      | Gustav Reiner       | Suzuki     | DNS       |      |
| DNQ      | Josef Doppler       | Suzuki     | DNQ       |      |
| DNQ      | Yashuhiko Gomibuchi | Suzuki     | DNQ       |      |
| DNQ      | H. Schüster         | Suzuki     | DNQ       |      |
| Sources: |                     |            |           |      |

## Resultados 250cc
Después de una carrera muy luchada, se impuso el francés Christian Sarron, gracias también a la caída del venezolano Carlos Lavado, que lo relegó a la quinta posición. Completaron el podio el alemán Anton Mang y el español Sito Pons. La clasificación general mantiene a Sarron en cabeza, por delante de Pons y Mang.
.
| Pos. | Piloto                 | Moto        | Tiempo   | Pts. |
| ---- | ---------------------- | ----------- | -------- | ---- |
| 1    | Christian Sarron       | Yamaha      | 41.39.37 | 15   |
| 2    | Anton Mang             | Yamaha      | 41.45.98 | 12   |
| 3    | Sito Pons              | Kobas-Rotax | 41.46.26 | 10   |
| 4    | Guy Bertin             | MBA         | 41.53.33 | 8    |
| 5    | Carlos Lavado          | Yamaha      | 41.56.89 | 6    |
| 6    | Loris Reggiani         | Kawasaki    | 41.57.26 | 5    |
| 7    | Martin Wimmer          | Yamaha      | 41.57.60 | 4    |
| 8    | Jacques Cornu          | Yamaha      | 41.57.91 | 3    |
| 9    | Jean-François Baldé    | Pernod      | 41.58.28 | 2    |
| 10   | Siegfried Minich       | Yamaha      | 41.58.68 | 1    |
| 11   | Richard Hubin          | Yamaha      | 42.04.95 |      |
| 12   | Teruo Fukuda           | Yamaha      | 42.05.16 |      |
| 13   | Jean-Michel Mattioli   | Chevallier  | 42.05.61 |      |
| 14   | Karl Thomas Bacher     | Yamaha      | 42.08.77 |      |
| 15   | Erich Klein            | Rotax       | 42.20.47 |      |
| 16   | Alan Carter            | Yamaha      | 42.20.81 |      |
| 17   | Donnie McLeod          | Yamaha      | 42.30.60 |      |
| 18   | Herbert Besendörfer    | Yamaha      | 42.52.23 |      |
| 19   | Harald Eckl            | Rotax       | 1 Vuelta |      |
| 20   | Manfred Obinger        | Yamaha      | 1 Vuelta |      |
| Ret  | Manfred Herweh         | Rotax       | Ret      |      |
| Ret  | Jacques Bolle          | Pernod      | Ret      |      |
| Ret  | Stefan Klabacher       | Rotax       | Ret      |      |
| Ret  | Stéphane Mertens       | Yamaha      | Ret      |      |
| Ret  | Wayne Rainey           | Yamaha      | Ret      |      |
| Ret  | Roland Freymond        | Yamaha      | Ret      |      |
| Ret  | Karl-Thomas Grässel    | Römer       | Ret      |      |
| Ret  | Patrick Fernandez      | Bartol      | Ret      |      |
| Ret  | Hervé Guilleux         | Yamaha      | Ret      |      |
| Ret  | Michael Lederer        | Yamaha      | Ret      |      |
| Ret  | Hans Becker            | Yamaha      | Ret      |      |
| Ret  | Mario Rademeyer        | Yamaha      | Ret      |      |
| Ret  | Thierry Rapicault      | Yamaha      | Ret      |      |
| Ret  | Fausto Ricci           | Yamaha      | Ret      |      |
| Ret  | René Delaby            | Yamaha      | Ret      |      |
| Ret  | Josef Hutter           | Bartol      | Ret      |      |
| DNQ  | Jean-Louis Guignabodet | Yamaha      | DNQ      |      |
| DNQ  | Thierry Espié          | Chevallier  | DNQ      |      |
| DNQ  | Massimo Matteoni       | Yamaha      | DNQ      |      |
| DNQ  | Bruno Lüscher          | Yamaha      | DNQ      |      |
| DNQ  | David Floyd Busby      | Rotax       | DNQ      |      |
| DNQ  | Eilert Lundstedt       | Yamaha      | DNQ      |      |
| DNQ  | Luis Miguel Reyes      | Cobas       | DNQ      |      |
| DNQ  | August Weissner        | Yamaha      | DNQ      |      |
| DNQ  | Karl-Heinz Riegl       | Moam        | DNQ      |      |
| DNQ  | Englebert Neumair      | Bartol      | DNQ      |      |
| DNS  | Carlos Cardús          | Rotax       | DNS      |      |

## Resultados 80cc
Después de dos victorias del italiano Pier Paolo Bianchi, esta vez le tocó al turno del suizo Stefan Dörflinger, que entró por delante de los alemanes Hubert Abold y Gerhard Waibel. La clasificación general está liderada por Bianchi, que en esta carrera fue cuarto, precediendo a Dörflinger y Abold
| Pos. | Piloto               | Moto       | Tiempo    | Pts. |
| ---- | -------------------- | ---------- | --------- | ---- |
| 1    | Stefan Dörflinger    | Zündapp    | 32.36.85  | 15   |
| 2    | Hubert Abold         | Zündapp    | 32.47.37  | 12   |
| 3    | Gerhard Waibel       | Real       | 33.03.03  | 10   |
| 4    | Pier Paolo Bianchi   | Huvo-Casal | 33.17.00  | 8    |
| 5    | Jorge Martínez Aspar | Derbi      | 33.29.76  | 6    |
| 6    | Hans Spaan           | Casal      | 33.48.55  | 5    |
| 7    | Willem Heykoop       | Huvo-Casal | 34.06.71  | 4    |
| 8    | Hans Müller          | Sachs      | 1 Vuelta  | 3    |
| 9    | Zdravko Matulja      | Ziegler    | 1 Vuelta  | 2    |
| 10   | Thomas Engl          | Sachs      | 1 Vuelta  | 1    |
| 11   | Johann Auer          | Eberhardt  | 1 Vueltas |      |
| 12   | Bernd Rossbach       | Casal      | 1 Vuelta  |      |
| 13   | Chris Baert          | Eberhardt  | 1 Vuelta  |      |
| 14   | Otto Machinek        | Kreidler   | 2 Vueltas |      |
| 15   | Jos van Dongen       | Sachs      | 2 Vueltas |      |
| 16   | Inge Arends          | Jas        | 2 Vueltas |      |
| 17   | Günter Schirnhofer   | Honda      | 2 Vueltas |      |
| 18   | Mika-Sakari Komu     | Eberhardt  | 3 Vueltas |      |
| 19   | Hans Koopman         | Kreidler   | 3 Vueltas |      |
| Ret  | Gerhard Bauer        | Ziegler    | Ret       |      |
| Ret  | Theo Timmer          | Casal      | Ret       |      |
| Ret  | Reiner Scheidhauer   | Seel       | Ret       |      |
| Ret  | Bertus Grinwis       | Casal      | Ret       |      |
| Ret  | Hans-Jürgen Hummel   | Hummel     | Ret       |      |
| Ret  | Reiner Koster        | Casal      | Ret       |      |
| Ret  | George Looijesteijn  | Casal      | Ret       |      |
| Ret  | Rainer Kunz          | FKN        | Ret       |      |
| Ret  | Mario Stocco         | Lusuardi   | Ret       |      |
| Ret  | Reinhard Koberstein  | Seel       | Ret       |      |
| Ret  | Tony Smith           | Casal      | Ret       |      |
| Ret  | Stefan Kurfiss       | Kreidler   | Ret       |      |
| Ret  | Erich Reuberger      | Suzuki     | Ret       |      |